# Віґраньце (Підляське воєводство)
Віґраньце (пол. Wigrańce) — село в Польщі, у гміні Сейни Сейненського повіту Підляського воєводства.
Населення — 53 особи (2011).
У 1975-1998 роках село належало до Сувальського воєводства.

## Демографія
Демографічна структура станом на 31 березня 2011 року:
|          | Загалом | Допрацездатний вік | Працездатний вік | Постпрацездатний вік |
| -------- | ------- | ------------------ | ---------------- | -------------------- |
| Чоловіки | 27      | 4                  | 16               | 7                    |
| Жінки    | 26      | 1                  | 13               | 12                   |
| Разом    | 53      | 5                  | 29               | 19                   |